# Dúbravka (Bratislava)
Dúbravka (in ungherese Pozsonyhidegkút, in tedesco Kaltenbrunn) è un quartiere, con autonomia a livello di comune, della città di Bratislava, capitale della Slovacchia, facente parte del distretto di Bratislava IV.